# Sindiki
Sindiki (Grieks: Σιντική) is sinds 2011 een fusiegemeente (dimos) in de bestuurlijke regio (periferia) Centraal-Macedonië.
De zes deelgemeenten (dimotiki enotita) van de fusiegemeente zijn:
- Achladochori (Αχλαδοχώρι)
- Agkistro (Άγκιστρο)
- Kerkini (Κερκίνη)
- Petritsi (Πετρίτσι)
- Promachonas (Προμαχώνας)
- Sidirokastro (Σιδηρόκαστρο)